# Teresa Malecka
Teresa Malecka (ur. 31 maja 1944 w Krakowie) – teoretyk muzyki, profesor w Instytucie Kompozycji, Dyrygentury i Teorii Muzyki Akademii Muzycznej w Krakowie, od 1980 r. kierownik Zakładu Analizy i Interpretacji Muzyki.

## Życiorys
Studia muzyczne ukończyła w krakowskiej Państwowej Wyższej Szkole Muzycznej w 1969 r. W 1983 otrzymała stopień doktora na Uniwersytecie Jagiellońskim, w 2011 – tytuł profesora sztuki. Od 1965 r. prowadzi zajęcia dydaktyczne w macierzystej uczelni. 1990–1992 dziekan Wydziału Kompozycji, Dyrygentury i Teorii Muzyki, w latach 1992–1999 oraz 2002–2008 prorektor.
Do obszaru jej pracy naukowej należy muzyka rosyjska (Modest Musorgski, Nikołaj Rimski-Korsakow), polska muzyka współczesna (Krzysztof Penderecki, Henryk Mikołaj Górecki, Zbigniew Bujarski), a z zagadnień teoretycznych – relacja Wort–Ton. Redaktor naukowy licznych książek – prac zbiorowych wydawanych przez Akademię Muzyczną.
Jest członkiem polskich i międzynarodowych stowarzyszeń muzycznych i muzykologicznych, w tym Związku Kompozytorów Polskich. Została odznaczona Krzyżem Kawalerskim Orderu Odrodzenia Polski „za wybitne zasługi w twórczości artystycznej i działalności dydaktycznej oraz za promowanie osiągnięć polskiej kultury i sztuki”. Dama Zakonu Rycerskiego Grobu Bożego w Jerozolimie.
W 2008 została odznaczona Srebrnym Medalem „Zasłużony Kulturze Gloria Artis”.
Członek Rady Narodowego Centrum Nauki w kadencji 2014–2018.
W 2018 postanowieniem prezydenta RP Andrzeja Dudy została odznaczona Krzyżem Oficerskim Orderu Odrodzenia Polski „za wybitne zasługi dla rozwoju kultury i sztuki, za osiągnięcia w pracy naukowej i dydaktycznej”.
W 2019 otrzymała Doroczną Nagrodę Związku Kompozytorów Polskich.
W 2022 została laureatką Nagrody Miasta Krakowa w kategorii „Kultura i sztuka”.

## Publikacje
- Słowo, obraz i dźwięk w twórczości Modesta Musorgskiego. Kraków, Akademia Muzyczna w Krakowie, 1996.
- Zbigniew Bujarski : twórczość i osobowość. Kraków, Akademia Muzyczna w Krakowie, 2006.